# Lars Rensund
Lars Rensund (geboren am 15. Dezember 1901 als Lars Andersson Spjellok in Semisjaur lappby (später zum samischen Dorf Semisjaur-Njarg gehörend) in Arjeplog, gestorben am 25. August 1993 in Arjeplog) war ein schwedisch-samischer Schriftsteller und Debattierer.

## Biographie
Seine Eltern waren Anders Persson Spjellok (1849–1932) und Anna Greta Eriksdotter Steggo (1868–1948). Das Ehepaar war Rentierzüchter in Semisjaur, Arjeplog und auch Lars Rensund war bis in die 1940er Jahre in der Rentierzucht tätig. Er wurde früh zum Vorsitzenden des Sami-Dorfes Semisjaur-Njarg in Arjeplog ernannt und war an der Gründung des Samischen Vereins von Arjeplog beteiligt. Dort war er mehrere Jahre Vorsitzender. Lars Rensund war auch Sekretär des Schwedischen Sami-Nationalverbandes. Er hat zahlreiche Debattenbeiträge sowie Artikel geschrieben, die das Leben der Sami und mehrere ältere Lebensgeschichten beschreiben. Er war bestrebt, die alten samischen Ortsnamen in Arjeplog am Leben zu erhalten. Seine drei Bücher sind mit unschätzbarem Wissen über das samische Leben in Arjeplog in früheren Zeiten gefüllt. Ende der 1930er Jahre wurde Lars Rensund Eigentümer einer Bergwohnung in Sädvaluspen in Arjeplog. Er trug den Namen Lars Andersson Spjellok bis zum Sommer 1932, als er den Familiennamen Rensund annahm. Er war zweimal verheiratet. Das erste Mal ab 1940 mit der nomadischen Lehrerin Aina Nilsson Tomasson (1906–1982). Sie war die Nichte von Torkel Tomasson. Das persönliche Archiv von Lars Rensund wird im Silbermuseum in Arjeplog aufbewahrt.

## Werke
- Med Jon-Erik på renstigarna (Luleå 1968)
- Renen i mitten (Luleå 1982)
- I samernas land förr i tiden (Luleå 1986)

## Text in Lyrik-Anthologie
- Worte verschwinden / fliegen / zum blauen Licht: Samische Lyrik von Joik bis Rap. Übersetzt von Christine Schlosser. In: Johanna Domokos, Christine Schlosser, Michael Rießler (Hrsg.): Samica. Band 4. Albert-Ludwigs-Universität Freiburg, Freiburg 2019, ISBN 978-3-9816835-3-0, S. 54–57.